# أندري مارتن
أندري مارتن (بالرومانية: Andrei Martin)‏ هو مدرب كرة قدم مولدوفي، ولد في 27 يونيو 1974 في كيشيناو في مولدوفا.

## وصلات خارجية
- أندري مارتن على موقع قاعدة بيانات كرة القدم.إي يو (الإنجليزية)
- أندري مارتن على موقع Soccerway.com (الإنجليزية)
- أندري مارتن على موقع عالم كرة القدم.نت (الإنجليزية)